# Drive (canción de Miley Cyrus)
«Drive» —en español: «Conduce»— es una canción interpretada por la cantante estadounidense Miley Cyrus, incluida en su cuarto álbum de estudio, Bangerz, lanzado el 8 de octubre de 2013. La canción fue escrita por la propia Cyrus, Ethan Lowery y Samuel Jean, junto a los productores de la misma Mike Will Made It y P-Nasty.

## Antecedentes
Natalie Edwards, una reportera del periódico Daily Mirror, asistió a una fiesta previa al lanzamiento del álbum, en su cuenta de Twitter comentó que la canción estaba influenciada por el género dubstep. Durante una entrevista para el periódico Huffington Post, Cyrus habló de la canción, la describió como una terapia para el corazón. La cantante dijo: «Eso es algo de lo que escribí "Drive", no sobre lo que estaba pasando justo en ese momento, pero las cosas que yo había pasado, por lo que es aún más difícil porque tienes que cavar como una terapia. Siempre vengo de allí [del estudio de grabación] después de haber llorado. A veces en la cabina se llenaron de lágrimas [mis ojos] sin siquiera pensar en ello, la gente va a decir 'necesitamos que llores como esta chica' en "Drive"... es estresante en el estudio cuando se trata de escribir las canciones que definitivamente tienen que ser honestos en primera impresión. Así que me estoy tomando esto como que yo estoy siendo una nueva artista [...] Yo quiero que la gente me conozcan, en lugar de lo que podrían saber de mí en el pasado». La cantante también habló acerca de la canción durante una entrevista concedida a la revista Fashion de Canadá. Cyrus declaró:

«Escribí [a Drive] cuando estaba trabajando en día de San Valentín, emocionalmente fue un momento muy difícil. [La canción] se trata de querer dejar a alguien, pero en realidad no querer hacerlo por completo así como fuera de la relación. Es un momento en que usted quiere irse, pero no puedes. También se trata de seguir adelante».
Miley Cyrus

## Descripción

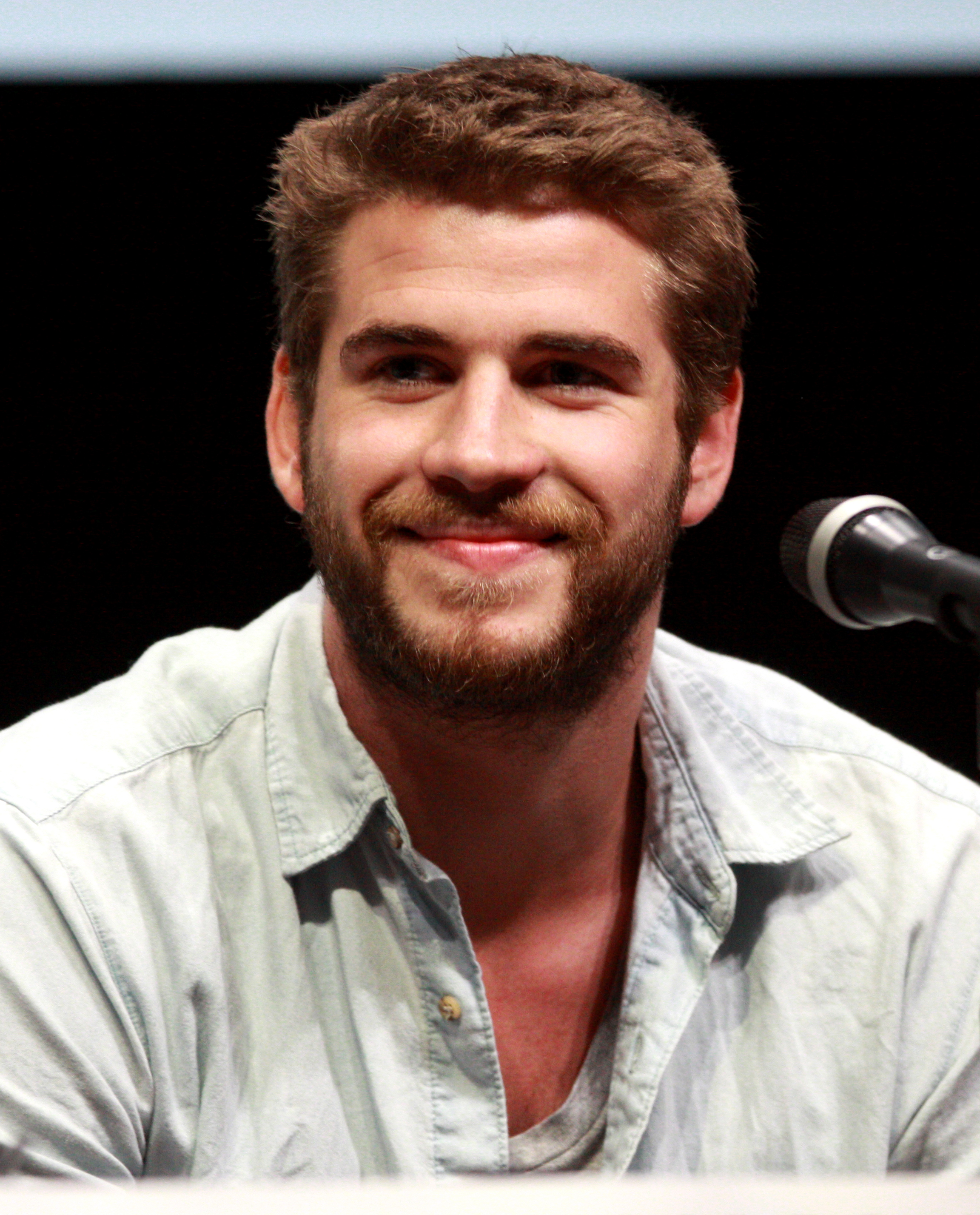
Diversos críticos opinaron que la letra de la canción está dirigida al actor Liam Hemsworth.

Musicalmente «Drive» es una canción pop, influenciada principalmente por el dubstep, fue escrita y producida por Mike Will Made It, además está escrita por Miley Cyrus, Samuel Jean y Pierre Ramon Slaughter. Según Heather Phares de Allmusic, «Drive» se compone de canto, segunda voz, y sintetizadores de trasfondo. Varios críticos musicales han hallado semejanzas en «Drive» con el sencillo «Wrecking Ball» (2013) de la misma cantante. Jason Lipshutz comparó la impactante lírica de ambas canciones, pero aunque la actuación de Cyrus en «Drive» es convincente, a él le parece más impresionante «Wrecking Ball». Kyle Fowle de la revista Slant comenta que al escucharla imagina «cuerpos sudorosos en una pista de baile», a pesar de su temática de ruptura amorosa.
La letra de «Drive» muestra a Miley Cyrus vulnerable ante una ruptura amorosa, diversos críticos comentaron que posiblemente está dirigida al actor Liam Hemsworth, lo cual Nick Catucci y Mikael Wood de Entertainment Weekly y Los Angeles Times lo notaron. Ian Drew de US Weekly comentó que la canción es un himno de ruptura con potentes vocales de la cantante, asimismo compartió el pensamiento de que la canción está dirigida al exnovio de la intérprete.

## Recepción crítica
Tras su lanzamiento, recibió críticas generalmente favorables de los críticos de música. Heather Phares de Allmusic, comentó la cantante suena mucho más madura que antes en las canciones como «Drive» y «Someone Else». Caitlin White de Consequence of Sound alabó el trabajo realizado en la canción, ella opina que «Drive» toma una excelente maquinaría y la vuelve metáforas de angustia que convierten a la canción en una pista intrépida. Lexxie Ehrenkaufer de Hypable comparó la canción con el sencillo de Cyrus «Adore You» (2013), por su melodía y letra, pero resalta que este último es mucho mejor. Amy Sciarretto de Pop Crush escribió una crítica positiva sobre la canción, ella opinó que «Miley se pone agresiva, vocalmente, en "Drive". Hay un sintetizador amenizante y bajo su voz algunas patadas, crepitantes, latidos Livewire, pero es una pista que trata sobre una ruptura, la conducción a distancia y dejar las llaves en la mañana. No podemos dejar de pensar, en ¿Liam [Hemswoth]?. Es claro que ella se induzca a error por un amante y la rompa a ella». La revista Fact colocó a la canción en el puesto treinta y nueve de su lista de las 100 mejores canciones del 2013, en su reseña el autor escribe: «Cree lo que quieras creer, pero Bangerz tiene su parte justa de, emm, explosivos, y el mayor explosivo que tienes es "Drive". No estamos muy seguros de por qué no se ha lanzado como sencillo aún [...] "Wrecking Ball" (merecidamente) le arrebató toda la atención este año, pero "Drive" es la elección con mérito». Asimismo, en un artículo publicado en 2015 por The Guardian, la canción fue calificada como una de las 10 mejores de la discografía de la cantante.

## Presentaciones en directo
Cyrus canto por primera vez la canción durante el concierto acústico de MTV Unplugged en 2014, donde Cyrus actuó con Madonna. Para esta actuación interpretó el tema en clave acústica con el apoyo de un piano. También fue incluida en el repertorio de la gira Bangerz Tour que comenzó en febrero de 2014. La presentación de la balada durante la gira estuvo basada en un espectáculo de láseres en la oscuridad mientras Cyrus, vestida de Roberto Cavalli, entona la canción. La cantante volvió a interpretar la canción durante el concierto benéfico "No Adult Swim Party" en Nueva York, esta vez con una estética de mariposa en mayo de 2015 y de nuevo, en clave acústica como ya realizó en el MTV Unplugged de febrero de 2014.

## Listas de popularidad

### Semanales
| País (Lista 2013)                  | Mejor posición |
| ---------------------------------- | -------------- |
| Canadá                             | 90             |
| Canadá (Digital Songs)             | 50             |
| Estados Unidos (Billboard Hot 100) | 87             |
| Estados Unidos (Digital Songs)     | 39             |
| Estados Unidos (Digital Tracks)    | 37             |
| Estados Unidos (Pop Digital Songs) | 16             |

## Créditos y personal
- Miley Cyrus – voz y composición
- Mike Will Made It – producción y composición
- P-Nasty – coproducción y composición
- Chris "Tek" O'Ryan – ingeniero
- Jaycen Joshua – mezcla
- Stephen Hybicki – masterización
- Samuel Jean – composición
- Ethan Lowery – composición

Fuente: Allmusic y Discogs.